# Mlati
Mlati ist ein Distrikt (Kecamatan) im Regierungsbezirk (Kabupaten) Sleman der Sonderregion Yogyakarta im Süden der Insel Java. Der Kecamatan liegt ungefähr im Zentrum des Kabupatens. Ende 2021 zählte der Distrikt 93.159 Einwohner auf 28,52 km² Fläche.

## Geographie
Der Distrikt hat folgende Kecamatan als Nachbarn:
| Richtung0000 | Name Kec. | Kabupaten | Provinz |
| Norden       | Sleman    | Sleman    | DIY*    |
| Osten        | Ngaglik   | Sleman    | DIY     |
| Südosten     | Depok     | Sleman    | DIY     |
| Süden        | Gamping   | Sleman    | DIY     |
| Südwesten    | Godean    | Sleman    | DIY     |
| Westen       | Seyegan   | Sleman    | DIY     |

*  D.I.Yogyakarta

## Verwaltungsgliederung
Der Kecamatan (auch Kapanewon genannt) gliedert sich in fünf ländliche Dörfer (Desa, auch Kalurahan genannt):
| PUM-Code 1    | Desa       | Fläche (km²) | Bevölkerung zur Volkszählung 2 | Bevölkerung zur Volkszählung 2 | Bevölkerung zur Volkszählung 2 | Bevölkerung zur Volkszählung 2 | Bevölkerung zur Volkszählung 2 | Bevölkerung zur Volkszählung 2 | Padu- kuhan 4 | RW/ RT 5 |
| PUM-Code 1    | Desa       | Fläche (km²) | 002000                         | 002010                         | Männer                         | Frauen                         | 2020                           | Dichte 3                       | Padu- kuhan 4 | RW/ RT 5 |
| ------------- | ---------- | ------------ | ------------------------------ | ------------------------------ | ------------------------------ | ------------------------------ | ------------------------------ | ------------------------------ | ------------- | -------- |
| 34.04.06.2001 | Sinduadi   | 7,37         | 37.694                         | 47.875                         | 18.777                         | 18.872                         | 37.649                         | 5.108,4                        | 18            | 61/201   |
| 34.04.06.2002 | Sendangadi | 5,36         | 12.467                         | 17.534                         | 9.968                          | 10.199                         | 20.167                         | 3.762,5                        | 14            | 34/117   |
| 34.04.06.2003 | Tlogoadi   | 4,82         | 9.638                          | 11.884                         | 7.123                          | 7.250                          | 14.373                         | 2.982,0                        | 12            | 35/88    |
| 34.04.06.2004 | Tirtoadi   | 4,97         | 7.691                          | 9.327                          | 5.839                          | 5.798                          | 11.637                         | 2.341,4                        | 15            | 32/68    |
| 34.04.06.2005 | Sumberadi  | 6,00         | 11.719                         | 14.411                         | 8.631                          | 8.337                          | 16.698                         | 2.783,0                        | 15            | 38/98    |
| 34.04.06      | Kec. Mlati | 28,52        | 79.209                         | 101.031                        | 50.068                         | 50.456                         | 100.524                        | 3.524,7                        | 74            | 200/572  |

## Demographie
Grobeinteilung der Bevölkerung nach Altersgruppen (zum Zensus 2020)
| Altersgruppen | 00Männer | 00Frauen | zusammen |
| ------------- | -------- | -------- | -------- |
| 0 – 14        | 10.783   | 10.301   | 21.084   |
| 15 – 64       | 35.475   | 35.746   | 71.221   |
| 65+           | 3.810    | 4.409    | 8.219    |
| gesamt        | 50.068   | 50.456   | 100.524  |
| anteilig (%)  |          |          |          |
| 0 – 14        | 21,54    | 20,42    | 20,97    |
| 15 – 64       | 70,85    | 70,85    | 70,85    |
| 65+           | 7,61     | 8,74     | 8,18     |

### Bevölkerungsentwicklung
In den Ergebnissen der sieben Volkszählungen seit 1961 ist folgende Entwicklung ersichtlich:
| Einheit/Jahr     | 1961         | 1971         | 1980         | 1990         | 2000         | 2010         | 2020         |
| ---------------- | ------------ | ------------ | ------------ | ------------ | ------------ | ------------ | ------------ |
| Kec. Kalasan     | 35.367       | 40.993       | 50.328       | 64.354       | 79.209       | 101.031      | 100.524      |
| Anteil in %      | 6,85         | 6,97         | 7,43         | 8,25         | 8,79         | 9,24         | 8,93         |
| Kab. Sleman      | 516.653      | 588.313      | 677.323      | 780.334      | 901.377      | 1.093.110    | 1.125.804    |
| Sonderregion DIY | 00 2.231.062 | 00 2.487.177 | 00 2.750.025 | 00 2.912.611 | 00 3.120.478 | 00 3.457.491 | 00 3.66.8719 |